# Scutocyamus antipodensis
Scutocyamus antipodensis is een vlokreeftensoort uit de familie van de Cyamidae. De wetenschappelijke naam van de soort is voor het eerst geldig gepubliceerd in 1980 door Lincoln & Hurley.